# Драмски студио "Живко Десница" (Приједор)
Драмски студио "Живко Десница" је омладински драмски студио у Приједору које постоји и дела под окриљем Позоришта Приједор. Седиште студиа је на адреси Бранислава Нушића 11.

## О драмском студију
Драмски студио "Живко Десница" је основан 2008. године и носи име доајена Позоришта Приједор. Студиом руководи глумац Деан Батоз. Млади глумац је некада учио од Живка Десенице док је он водио Драмски студио.
Циљ и задатак формирања Драмског студиа је да се позоришна уметност приближи младима, али и због подмлађивања ансабла позоришта у Приједору.
Драмски студио "Живко Десница" са својим представама наступа на многим фестивалима у региону. Освојили су многобројне награде, а неки од чланова су ангажовани у представама Позоришта Приједор.

## Летња школа глуме
Једна од активности Драмског студиа било је организовање Летње школе глуме за кандидате доби до 15 година.